# Hypertrichosis lanuginosa congenita
Die Hypertrichosis lanuginosa congenita ist eine sehr seltene angeborene Erkrankung mit einer nahezu den ganzen Körper betreffenden (generalisierten) Hypertrichose (Vermehrung und Überwuchs der Lanugohaare) und damit eine Form der kongenitalen generalisierten Hypertrichose.
Synonyme sind: X-gebundene kongenitale generalisierte Hypertrichose; Hypertrichose generalisierte X-gebundene kongenitale; Hypertrichose kongenitale generalisierte X-gebundene
Die Erstbeschreibung stammt aus dem Jahre 1984 durch die mexikanischen Ärzte M. A. Macías-Flores, D. García-Cruz und Mitarbeiter.

## Verbreitung und Ursache
Die Häufigkeit wird mit unter 1 zu 1.000.000 angegeben, die Vererbung erfolgt autosomal-dominant oder  X-chromosomal dominant.
Die Ursache ist bislang nicht bekannt.

## Klinische Erscheinungen
Klinische Kriterien sind:
- Manifestation bereits bei Geburt mit Fortbestehen der fetalen Lanugohaare
- am gesamten Körper mit Ausnahme der Handflächen, Fußsohlen und Schleimhäute wachsen 3 bis 5 cm lange Lanugohaare

Deshalb wurden Betroffene früher auch als „Haar-, Hunde-, Affen- oder Löwenmenschen“ bezeichnet.
Hinzu können Zahnanomalien wie Hypodontie oder später Zahndurchbruch, auch Schwerhörigkeit oder verdickte Augenbrauen kommen.